# Walter Smith
Pour les articles homonymes, voir Walter Smith (homonymie) et Smith.
Walter Smith OBE, né le 24 février 1948 à Lanark et mort le 26 octobre 2021, est un footballeur écossais devenu entraîneur.
En janvier 2007, il quitte le poste de sélectionneur de l'Équipe d'Écosse pour devenir manager des Glasgow Rangers, un poste qu'il avait déjà occupé de 1991 à 1998, remportant au passage 7 titres consécutifs de champion d'Écosse. Il fait partie du Scottish Football Hall of Fame, depuis 2007, lors de la quatrième session d'intronisation.

## Carrière de joueur
- Dundee United  Écosse (1966-1975)
- Dumbarton  Écosse (1975-1977)
- Dundee United  Écosse (1977-1980)

## Carrière d'entraîneur
- Équipe nationale d'Écosse des moins de 18 ans (1978-1982)
- Équipe nationale d'Écosse espoirs (1982-1986)
- Dundee United (Adjoint)  Écosse (1981-1983)
- Rangers (Adjoint)  Écosse (1986-1991)
- Rangers  Écosse (1991-1998)
- Everton  Angleterre (1998-2002)
- Manchester United (Adjoint)  Angleterre (2004)
- Équipe nationale d'Écosse (2004-2007)
- Rangers  Écosse (janvier 2007-2011)

## Palmarès de joueur
- Finaliste de la Coupe d'Écosse en 1974 avec le Dundee United.

## Palmarès d'entraîneur

### En club
- Champion d'Écosse en 1991, en 1992, en 1993, en 1994, en 1995, en 1996, en 1997, en 2009, en 2010 et en 2011 avec les Glasgow Rangers
- Vainqueur de la Coupe d'Écosse en 1992, en 1993, en 1996, en 2008 et en 2009 avec les Glasgow Rangers
- Vainqueur de la Coupe de la Ligue écossaise en 1993, en 1994, en 1997, en 2008 et en 2011 avec les Glasgow Rangers
- Finaliste de la Coupe de l'UEFA en 2008 avec les Glasgow Rangers

### Avec l'Équipe d'Écosse
- Vainqueur de la Coupe Kirin en 2006
- Champion d'Europe Juniors en 1982 avec les Juniors
- Vainqueur de la Copa del Atlántico en 1979 avec les Juniors